# متیو کاکس
متیو کاکس (انگلیسی: Matthew Cox؛ زادهٔ ۲ مهٔ ۲۰۰۳) بازیکن فوتبال است که در حال حاضر برای برنتفورد در پست دروازه‌بان بازی می‌کند.
وی همچنین در تیم‌های ملی فوتبال زیر ۱۷ سال، زیر ۱۹ سال و زیر ۲۰ سال انگلستان بازی کرده است.

## دوران باشگاهی

### سال‌های جوانی
متیو کاکس، دروازه‌بان، حرفه خود را از آکادمی چلسی از سن هشت سالگی آغاز کرد، اما نگرانی‌ها درباره قدش باعث شد در سن ۱۴ سالگی از این باشگاه کنار گذاشته شود. سپس به آکادمی باشگاه ای‌اف‌سی ویملدون پیوست و در روز تولد ۱۷ سالگی‌اش در ماه مه ۲۰۲۰ نخستین قرارداد حرفه‌ای خود را امضا کرد. در فصل ۲۰۲۰–۲۱، کاکس در ۱۸ بازی از ترکیب اصلی تیم اول به عنوان بازیکن ذخیره حضور داشت اما بازی نکرد. در رده‌های جوانان، او عضوی از تیم قهرمان جام اتحاد جوانان لیگ فوتبال انگلیس (EFL Youth Alliance Cup) بود که در آن فصل دو گل به ثمر رساند و در نوامبر ۲۰۲۰، به خاطر پیشرفت‌های فوتبالی و تحصیلی‌اش توسط سازمان آموزش فوتبال لیگ (LFE) مورد تقدیر قرار گرفت. کاکس در ژوئیه ۲۰۲۱ از پلاو لین جدا شد.

### برنتفورد

#### فصل ۲۰۲۱–۲۲
در ۲۲ ژوئیه ۲۰۲۱، کاکس به تیم بی برنتفورد، از باشگاه لیگ برتر برنتفورد منتقل شد و قراردادی سه ساله با گزینه تمدید یک ساله برای مبلغی اعلام‌نشده امضا کرد. او در دوران پیش‌فصل ۲۰۲۱–۲۲ در کمپ تمرینی سن جورجز پارک تیم اصلی حضور داشت و شماره پیراهن تیم اصلی به او اختصاص داده شد. پس از مصدومیت بلندمدت دروازه‌بان اول، دیوید رایا، در اکتبر ۲۰۲۱، کاکس به عنوان ذخیره در کنار دروازه‌بان قرضی، آلوارو فرناندز، به تیم اصلی اضافه شد. با ورود دروازه‌بان قرضی دوم، یوناس لسل، در ژانویه ۲۰۲۲، کاکس از ترکیب روز مسابقه خارج شد. اما همچنان به طور مرتب در گروه تیم اصلی حضور داشت. او در فصل ۲۰۲۱–۲۲، ۱۸ بازی برای تیم بی انجام داد. در ماه مه ۲۰۲۲ به تیم اصلی ارتقا یافت و شش هفته بعد قراردادی شش ساله به همراه گزینه یک سال تمدید امضا کرد.

#### فصل ۲۰۲۲–۲۳
فصل ۲۰۲۲–۲۳ را به عنوان دروازه‌بان سوم پشت سر دیوید رایا و جذب جدید، توماس استراشوکا، آغاز کرد. در طول فصل، مصدومیت‌های مچ پا برای استراشوکا باعث شد کاکس در ۲۴ بازی به عنوان ذخیره پشت سر رایا قرار گیرد. او همچنین در کمپین قهرمانی تیم بی در جام لیگ برتر ۲۰۲۲–۲۳، ۷ بازی انجام داد.

#### فصل ۲۰۲۳–۲۴ و قرضی به بریستول راورز
در ۲۵ ژوئیه ۲۰۲۳، کاکس به باشگاه بریستول راورز از لیگ یک به صورت قرضی تا پایان فصل ۲۰۲۳–۲۴ پیوست. او فصل را به عنوان دروازه‌بان شماره یک آغاز کرد، اما پس از کاهش فرم، در اواخر ژانویه ۲۰۲۴ جای خود را به جِد وارد داد. کاکس در مجموع ۳۴ بازی انجام داد و فصل را با تیم در میانه جدول به پایان رساند.

#### فصل ۲۰۲۴–۲۵ و قرضی به کراولی تاون
در نیم‌فصل اول ۲۰۲۴–۲۵، کاکس به عنوان دروازه‌بان سوم پشت سر مارک فلکن و هاکون والدیمارسون قرار داشت و در دو بازی جام لیگ به عنوان بازیکن ذخیره بدون بازی حضور داشت. در ۲۸ ژانویه ۲۰۲۵، او به صورت قرضی تا پایان فصل به باشگاه کراولی تاون از لیگ یک پیوست. کاکس بلافاصله در ترکیب اصلی قرار گرفت اما در سومین بازی خود دچار پارگی همسترینگ شد، که موجب بازگشت او به برنتفورد برای درمان گردید. پس از آن دیگر در لیگ یک به میدان نرفت اما در ۱۹ مه ۲۰۲۵ دوباره با تیم بی برنتفورد به میدان بازگشت.

## دوران ملی
کاکس در فوریه ۲۰۲۰ دو بار برای زیر ۱۷ سال انگلستان به میدان رفت. او در فصل ۲۰۲۰–۲۱ به یک اردوی تمرینی زیر ۱۸ سال و دو اردوی تمرینی زیر ۱۹ سال دعوت شد و در ۲ سپتامبر ۲۰۲۱، نخستین بازی خود را در ردهٔ زیر ۱۹ سال به عنوان بازیکن تعویضی در نیمه دوم مقابل ایتالیا انجام داد که با پیروزی ۲–۰ انگلستان همراه بود. یک ماه بعد، کاکس برای دو بازی دوستانه نخستین دعوت خود به زیر ۲۰ سال انگلستان را دریافت کرد و در دومین بازی به عنوان بازیکن تعویضی به جای جیمز ترافورد در پیروزی ۵–۰ مقابل جمهوری چک به میدان رفت.
کاکس در ادامهٔ فصل ۲۲–۲۰۲۱ به ترکیب زیر ۱۹ سال بازگشت و عضوی از تیمی بود که جواز حضور در جام ملت‌های اروپا ۲۰۲۲ را کسب کرد. او در فهرست نهایی تیم برای مرحلهٔ نهایی حضور داشت و در چهار بازی از پنج مسابقه تیم در این تورنمنت که به قهرمانی انجامید، به میدان رفت. عملکردهای کاکس موجب شد تا در تیم منتخب تورنمنت قرار گیرد. او همچنین عضوی از ترکیب انگلستان در جام جهانی زیر ۲۰ سال ۲۰۲۳ بود و پیش از حذف تیم در مرحلهٔ یک‌هشتم نهایی، در چهار بازی به میدان رفت.
در فصل ۲۴–۲۰۲۳، کاکس سه بار به ترکیب زیر ۲۱ سال انگلستان برای مقدماتی یورو ۲۰۲۵ دعوت شد و در چهار مسابقه به عنوان بازیکن ذخیره روی نیمکت نشست.

## سبک بازی
در ژوئیه ۲۰۲۲، توماس فرانک، سرمربی برنتفورد اظهار داشت که کاکس «همه ویژگی‌های لازم برای یک دروازه‌بان مدرن را دارد. او در موقعیت‌گیری هنگام خروج برای ارسال‌ها عالی است، مهارت خوبی در مهار توپ دارد و با توپ در پایش نیز تواناست. او همچنین عطش یادگیری مهارت‌های تازه در هر جلسه تمرینی، شخصیتی پخته و توانایی بالای یادگیری دارد».

## زندگی شخصی
پیش از تمرکز بر فوتبال، کاکس در کابهم راگبی راگبی یونین را در سطح پایه بازی می‌کرد. پدر او مربی راگبی است و خواهرش، کیتی، دروازه‌بان تیم جوانان زنان چلسی است. تا سال ۲۰۲۱، کاکس در چسینگتون زندگی می‌کرد.